# Jajeperreseneb
Jajeperreseneb o Jajeperresenb (fl. c. 1900 a. C.) fue un antiguo escriba egipcio que vivió durante el reinado de Sesostris II y presunto autor de los llamados "Dichos de Jajeperreseneb" o "Lamentaciones de Jajeperreseneb".
Las descripciones de desastres de sus Lamentaciones se relacionan con la gran tradición literaria egipcia de textos filosófico-morales con lamentos pesimistas, como ocurre en los Lamentos de Ipuur o en la Profecía de Neferti.